# Saucrobotys
Saucrobotys é um gênero de mariposa pertencente à família Crambidae.